# Michele Steno
Michele Steno (né en 1331 à Venise et mort le 26 décembre 1413) est le 63e doge de Venise, élu en 1400.
Pendant le dogat de Steno qui se montre un homme politique habile et déterminé, Venise ne connait pas de grands évènements internationaux, elle se développe très rapidement et peu d'années après la mort du doge, sous le règne de son successeur, Tommaso Mocenigo, elle atteint le sommet de sa puissance.

## Biographie
Issu d'une famille moyenne, Michele Steno jeune mène une vie dissipée, il est même condamné aux galères pour avoir recouvert, avec d'autres jeunes nobles, le trône du palais des Doges d'inscriptions « ignominieuses » contre le doge Marino Falier et sa femme Selon certains, c'est cet évènement qui conduit ce dernier à organiser le complot qui le voit condamner à la décapitation. Son père, Giovanni Steno occupa des postes de grand prestige à Venise avant de périr lors de la bataille navale avec les Génois en 1352.
En 1362, il épouse Maria Gallina dont il n'aura pas de descendance. Au cours des années qui suivent, Steno entreprend une carrière militaire et politique. En 1365, il est nommé capitaine de la Riviera d'Istria, et en juin 1369, il releva la proba en commandant une des galères du muda roumaine. À son retour en février 1370, il est membre du Conseil des Dix. Il est élu à sa tête quelques mois plus tard et à nouveau en octobre 1373 et ensuite, inquisiteur du même conseil. En mai 1379 cependant, il est un des protagonistes de la défaite vénitienne à Pula, durant la guerre de Chioggia, ayant influencé le capitaine da mar Vettor Pisani à attaquer les Génois au large de Pula, ce qui a permis à la flotte ennemie de pénétrer le lagon. Steno fut jugé et condamné par l'Avogadoria de Comùn, avec une année d'interdiction à la fonction publique, excepté la participation aux travaux du conseil.
Dès 1381, il occupe le poste de châtelain de Modon et Coron. À ce poste, il signe un important traité d'amitié avec la Principauté d'Achaïe voisine, terminant un long conflit. Le 17 novembre 1384, il participe à une commission du Sénat pour résoudre le déficit financier du budget municipal, qu'il mena à bon port. Le 17 janvier 1385, il est chargé de stipuler un accord avec les seigneurs patriarchaux et avec Udine, pour contenir l'expansionnisme des Carraresi au Frioul et la politique de soutien aux Paduans du Patriarche d'Aquilée. Steno est nommé podestat de Chioggia en mars 1385, puis membre de la zonta du Sénat le 29 septembre, bail et capitaine de Corfou à partir du 29 juillet 1386 et enfin, élu procurateur de Saint-Marc le 30 décembre 1386.
Dans les années 1390, Steno occupe des postes diplomatiques, telles d'autres missions chez le patriarche d'Aquilée (en 1392), cinq ambassades à la cour de Ferrare entre 1393 et 1396, et en Hongrie auprès de Sigismond de Luxembourg le 13 mars 1397. Du printemps 1398 au printemps 1400, Steno fut négociateur de l'alliance des villes d'Italie du nord avec Visconti pour obtenir une trêve.
À sa mort, sa maison s'éteint. Avec le temps et son habileté, il était devenu un homme très riche; il lègua sa fortune à de bonnes œuvres et à son épouse, qui meurt dix ans plus tard à Sant'Andrea della Zirada.

## Le dogat

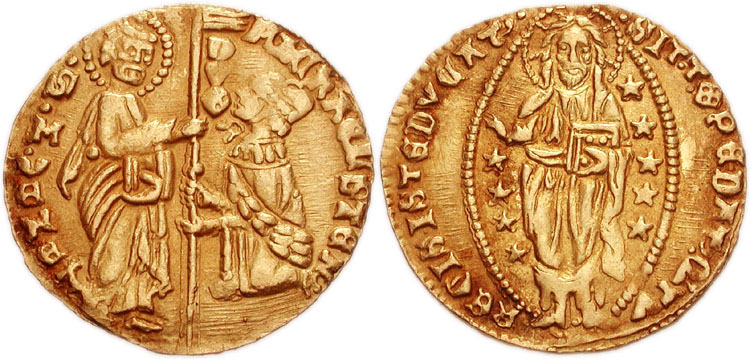
Ducat de Michele Steno (1400)

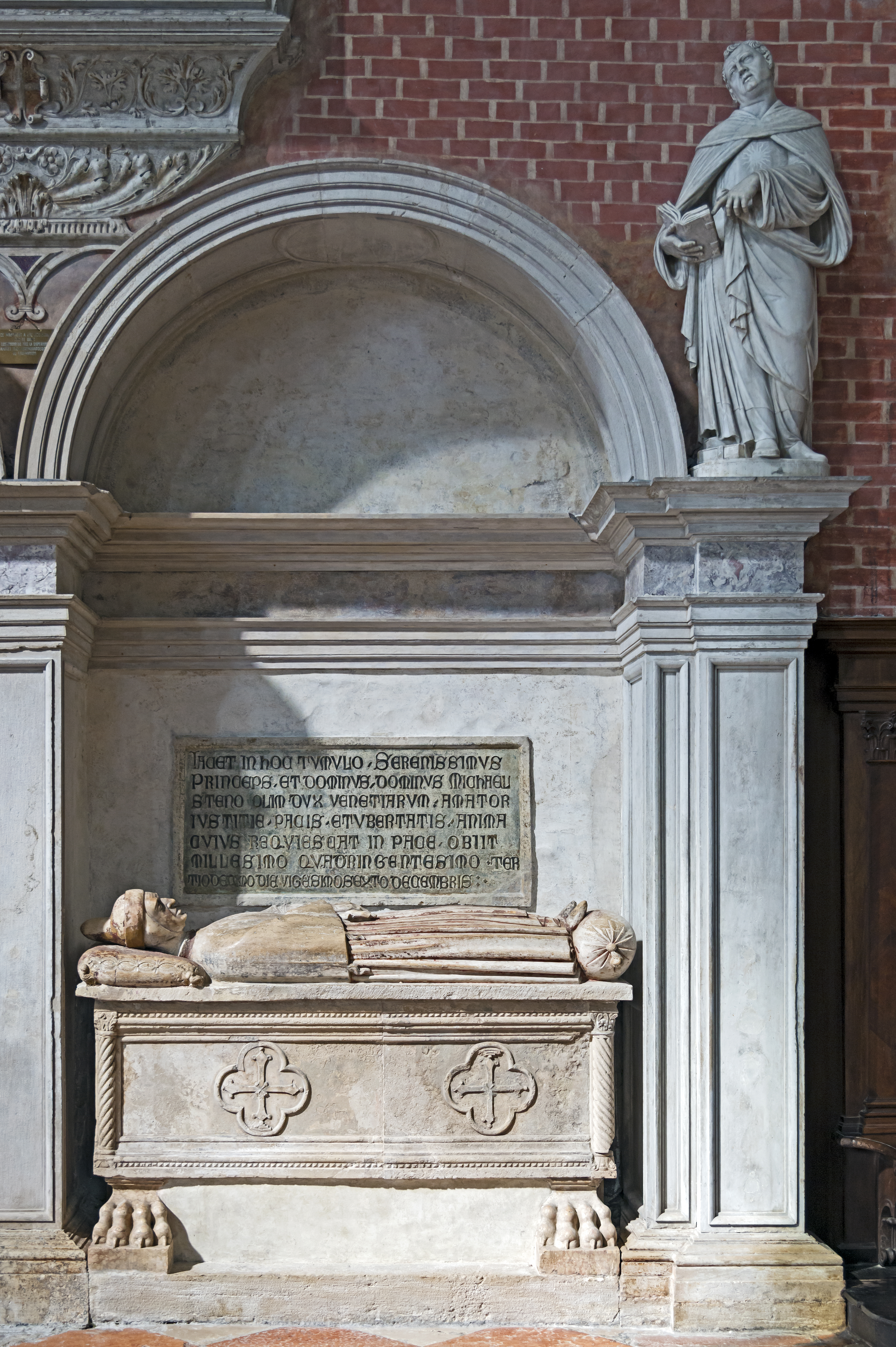
Sa tombe à basilique de San Zanipolo

Malgré ses indubitables compétences, il n'est élu doge, le 1er décembre 1400 que grâce à un des nombreux compromis de la vie publique vénitienne : les habituels candidats au trône ne réussissent pas à avoir le nombre de voix nécessaires et ils se mettent d'accord sur sa candidature.
Accueilli par de grandes fêtes, Steno s'adapte rapidement à sa fonction. Il s'habille comme le doge Lorenzo Celsi, connu pour son élégance, et il ne perd pas d'occasion de se vanter des deux splendides étoiles qu'il a fait mettre sur la coiffe ducale, d'où son surnom de dux stellifer.
Curieusement en 1403 des écrits injurieux apparaissent à son encontre, presque un rappel de son erreur de jeunesse.
Un des seuls évènements qui peut être relevé se produit en 1404 quand Francesco Novello da Carrara tente une nouvelle fois d'attaquer Venise qui agit avec fermeté et en 1405 Padoue est conquise et les Carraresi, traduits à Venise, sont exécutés après avoir supplié comme toujours et au moins pour la troisième fois, le pardon.
Le schisme de 1408–1409 et la lutte des papes est un plus grave problème : Venise, laïque et peu enclin à s'engager dans ces querelles, décide d'apporter son soutien à Alexandre V, plus propice à l'aider politiquement.
Pendant les années 1410–1412 des lois pour contrôler le clergé sont mises en place.
En 1413, le schisme ensanglante une partie de l'Italie mais ne touche que très peu Venise. Le doge, vieux et malade, ne gouverne plus. Il meurt le 26 décembre 1413. Il est d'abord inhumé dans l'église de Santa Marina puis à sa destruction en 1811, il est transféré dans la basilique de San Zanipolo.